# Bunga Bondar
Bunga Bondar is een bestuurslaag in het regentschap Tapanuli Selatan van de provincie Noord-Sumatra, Indonesië. Bunga Bondar telt 1064 inwoners (volkstelling 2010).